# Ernst Curtius
Ernst Curtius (Lübeck, 1814 - Berlín, 1896) fue un historiador y arqueólogo alemán. Dirigió excavaciones en Olimpia (Grecia). Fue el descubridor del Hermes de Praxíteles. 
Escribió la obra de divulgación Geschichte Griechenlands (Historia de Grecia), entre 1857 y 1867. Fue hermano del filólogo y lingüista Georg Curtius y abuelo del filólogo y romanista Ernst Robert Curtius.
- Datos: Q61407
- Multimedia: Ernst Curtius / Q61407